# Omertà (Album)
Omertà ist das Debütalbum der US-amerikanischen Heavy-Metal-Hard-Rock-Band Adrenaline Mob. Es erschien in Nordamerika am 13. März 2012 über Elm City Music und in Europa am 16. März 2012 über Century Media. 

## Entstehung
Das Album wurde im Sommer und Herbst 2011 aufgenommen und von der Band selbst produziert. Die Aufnahmen fanden im Sonic Stomp-Studio des Gitarristen Mike Orlando statt. Neben den vier Eigenkompositionen von der selbst betitelten EP, die im August 2011 erschien, nahm die Band sechs weitere Lieder auf. Von der EP wurde die Coverversion des Black-Sabbath-Liedes The Mob Rules nicht verwendet. Stattdessen wurde eine Coverversion des Liedes Come Undone von Duran Duran aufgenommen. Als Gastsängerin ist Lzzy Hale von der Band Halestorm zu hören. 
Gemischt wurde Omertà von Jay Ruston, der zuvor mit Bands wie Anthrax und Steel Panther gearbeitet hat. Für Lieder Undaunted und Indifferent wurden Musikvideos gedreht.

## Hintergrund
Der Albumtitel Omertà bezeichnet die Schweigepflicht von Mafiamitgliedern gegenüber Außenstehenden. Die Omertà ist Teil des Ehrenkodex der kriminellen Organisation. Gitarrist Mike Orlando erklärte in einem Interview, dass das Aufnahmeritual auf dem Plattencover zeichnerisch dargestellt wird. 

„Du schneidest dir in den Finger und verbrennst eine Karte. Unser Maskottchen auf dem Cover, Bone Daddy, versucht dich heranzuziehen durch die Art und Weise, wie er die Karte hält. Schau her, ich habe etwas für dich. „Komm und schließ dich unserer Familie an!““

Einige Texte des Albums wie Indifferent handeln von Mike Orlandos Leben. In Angel Sky wird eine Liebesbeziehung von Orlando beschrieben. Mit Undaunted wollen Orlando und Russell Allen die Menschen aufrufen, in bestimmten Situationen furchtlos zu sein. Down to the Floor hingegen handelt vom Drag racing, das Orlando seit über einem Jahrzehnt betreibt.

## Rezeption

### Rezensionen
Bernhard Högl vom österreichischen Onlinemagazin Stormbringer bewertete das Album mit der Höchstnote fünf. Zwar bemerkte er, dass die Band „nicht besonders kreativ sei“, stellte aber fest, dass das Album „eine ausgewogene Mischung aus groovenden Monstern und alles niederwälzenden Krachern geworden“ sei. Högl sprach den Lesern eine „absolute Kaufempfehlung“ aus. Andrew Bansal vom Onlinemagazin Metal Assault bezeichnete Omertà als eine „herausragende Leistung“, die Hard-Rock-Fans 50 Minuten zum Genießen anbietet. Bansal bewertete das Album mit 8,5 von zehn Punkten.
Mike Click vom Onlinemagazin Metal Injection hingegen bezeichnete Omertà als eine „Verschwendung von Talent“ und empfahl das Album lediglich Fans der Band Black Label Society. Rezensent Chrischi vom Onlinemagazin Burn Your Ears kritisierte das Album als „eine Aneinanderreihung von belanglosem Rock/Metal, der zwar druckvoll produziert und professionell eingespielt wurde, aber nicht im Mindesten das Können und Songwirting-Potenzial der prominenten Musiker abruft“.

### Charts
Omertà erreichte Platz 70 der US-amerikanischen Albumcharts und verkaufte sich in den Vereinigten Staaten in der ersten Woche nach der Veröffentlichung etwa 6.600 Mal. In der Schweiz erreichte das Album Platz 46 und in den Niederlanden Platz 84.